# Tickseltärnan
Tickseltärnan är en sjö i Gävle kommun i Gästrikland och ingår i Gavleåns huvudavrinningsområde. Sjön har en area på 0,0613 kvadratkilometer och ligger 63,9 meter över havet. Tickseltärnan ligger i Myrar öster om Öjaren Natura 2000-område. Sjön avvattnas av vattendraget Bäckebrobäcken.

## Delavrinningsområde
Tickseltärnan ingår i det delavrinningsområde (673352-156258) som SMHI kallar för Utloppet av Tickseltärnan. Medelhöjden är 71 meter över havet och ytan är 3,45 kvadratkilometer. Det finns inga avrinningsområden uppströms utan avrinningsområdet är högsta punkten. Bäckebrobäcken som avvattnar avrinningsområdet har biflödesordning 2, vilket innebär att vattnet flödar genom totalt 2 vattendrag innan det når havet efter 18 kilometer. Avrinningsområdet består mestadels av skog (66 procent) och sankmarker (21 procent). Avrinningsområdet har 0,06 kvadratkilometer vattenytor vilket ger det en sjöprocent på 1,1 procent.